# جيولوجيا أستراليا

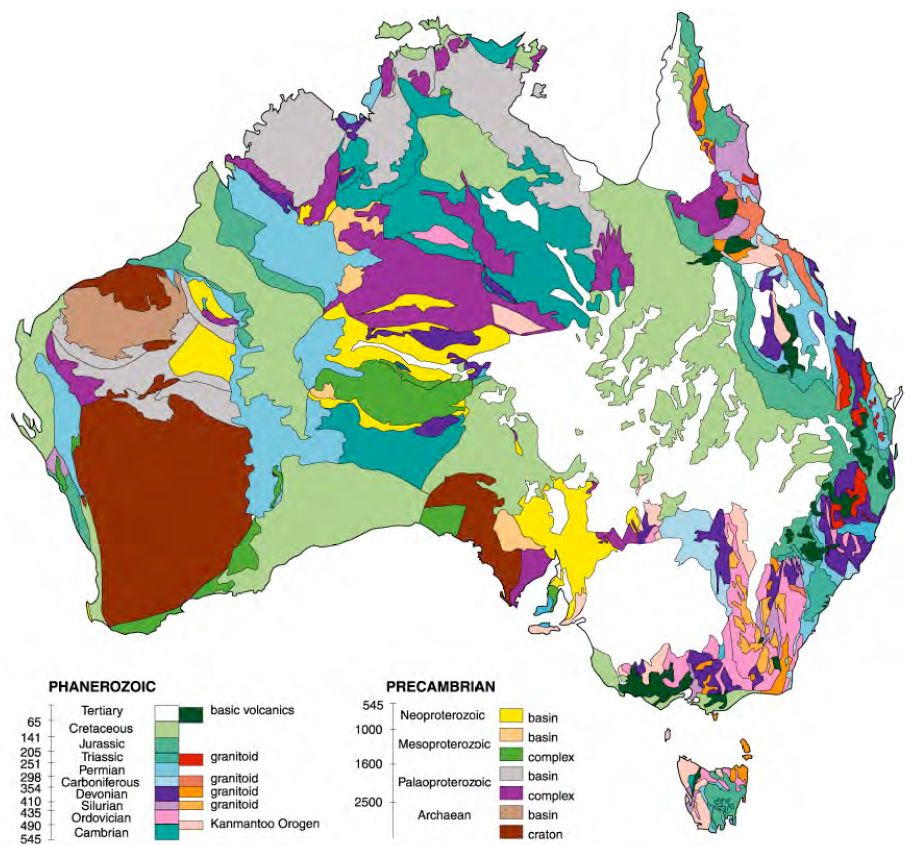
المناطق الجيولوجية الأساسية في أستراليا، حسب العصر.

أستراليا هي قارة تقع على الصفيحة الهندية الأسترالية. تشمل جيولوجيا أستراليا جميع الصخور المعروفة تقريباً ومن جميع الفترات الزمنية الجيولوجية الممتدة لأكثر من 3.8 بليون سنة من تاريخ الأرض.

## المحتويات
تبرز أستراليا فوق بحر ضحل لا يزيد عمقه على 200م. ولا يزيد عمق مضيق باس الذي يفصل تسمانية عن أسترالية بعرض 200كم، على 100م، ولا يزيد عمق مضيق تورس Torres الذي يفصل غينية الجديدة عن أسترالية بعرض 160كم، على 20م.
وجزيرة أسترالية قديمة جداً، ويبدو أن البحر في الحقب الجيولوجي الأول لم يغمر النواة الأولية وهي الهضبة الغربية غمراً تاماً. لذلك لم تتجدد التضاريس فيها تجدداً ملموساً.
وثمة سلسلة جبلية قديمة جداً كانت ترتكز فوق الكتلة الغرانيتية الغنايسية الصلبة. وكانت ذراها المرتفعة والمجللة بالجليديات تمتد من منطقة كمبرلي في شمال غربي أسترالية حتى منطقة ڤكتوريا في جنوبها الشرقي. ولم يبق من هذه الجبال سوى سلاسل صغيرة منعزلة قلما تتجاوز ارتفاعاتها 1000 متر منها سلسلة جبال مكدونل (1510م) وجبال موسگريڤ (بارتفاع 1440م) في أواسط الجزيرة.
أما الجزء الشرقي من الجزيرة فأكثر حداثة من جزئها الغربي، وترجع الالتواءات الموجودة في هذا الجزء إلى الحقب الجيولوجي الأول. وكان آخرها قد حدث في العصر الفحمي. وكانت تكثر عليها الجليديات. ، ونتيجة للاضطرابات الكثيرة التي اعترت هذا الجزء من الجزيرة فقد تدفقت من باطن الأرض صخور اندفاعية ترافقها فلزات معدنية. وتفجرت فوقه براكين كثيرة، وطغى البحر مرات عدة على أجزاء من الجزيرة فأدى إلى تناوب الصخور الكلسية البحرية مع الحجر الرملي والشيست، وإلى وجود الفحم ضمن هذه التشكلات.

### المرتفعات الشرقية
ترتفع أراضي أسترالية في الجزء الشرقي لتؤلف الجبال المعروفة باسم السلاسل الأسترالية أو جبال الألب الأسترالية التي تحاذي الشاطئ الشرقي ابتداء من رأس يورك في الشمال حتى مدينة مونت غامبيير في الجنوب. وأعلى ارتفاع في هذه السلاسل يقع في قمة كوسيوسكو Kosciusko في جبل سْنووي Snowy ويبلغ 2230م. وهو أعلى نقطة في أسترالية.
وتتألف هذه الجبال من صخور قديمة أولية اعترتها انكسارات وانهدامات في الحقب الثالث نتج عنها حدوث مضيق «باس».
ومنحدرات هذه الجبال شديدة من جهة البحر. وخفيفة الانحدار من جهة الأراضي المنخفضة غرباً، وتخترقها ممرات عرضانية لها دور كبير في توجيه شبكة المواصلات وقيام المدن الساحلية. وتترك هذه الجبال في أجزائها الجنوبية في نيوساوث ويلز وفي فكتورية مجالاً لسهول ساحلية ضيقة. وتنحدر على سفوحها الشرقية بعض الأنهار الساحلية القصيرة التي لا تصلح للملاحة في أجزاء منها. هذا وقد حدث هبوط في السواحل الصخرية الشرقية في العصور الجيولوجية الحديثة فأصبح كثير من الوديان التي أغرقها البحر أمكنة صالحة لإقامة المرافئ. ومن أشهر الأمثلة على ذلك مرفأ سيدني الذي يقع في مكان أمين ومحمي.

### السواحل
لكل 419كم² من الأرض الأسترالية كيلو متر واحد من الشواطئ. وهذا يعادل ما في أمريكة الشمالية، ويفوق ما في كل من أمريكة الجنوبية وآسيا وإفريقية. وأسترالية، على العموم، مستقيمة السواحل نسبياً. وليس فيها بحار داخلية ولا أشباه جزر مهمة، والجزر الكبيرة أمام سواحلها قليلة، ومعظم شواطئها رملي غير صالح للملاحة. كما أن الجروف الكلسية على شاطئ الخليج الأسترالي الكبير غير مناسبة لبناء الموانئ لعدم وجود فجوات فيها. كذلك هو حال شواطئ خليج كاربنتارية الواسع الذي تنمو على أطرافه أشجار القرم (المنگروڤ) البرمائية.
أما الشاطئ في الزاوية الشمالية الغربية في منطقة كمبرلي فهو من نوع الريا Ria (خلجان مصبات الأنهار المغرقة بمياه البحر) الذي تكثر فيه الفجوات الضيقة العميقة والكثيرة التفرع.
وفي ولاية جنوبي أستراليا تكونت الخلجان بنتيجة خسف بين الصدوع كما هو حال خليج سپنسر وخليج سانت ڤنسنت.

## الكتل
تُغطي الصخور العتيقة مساحات ضخمة من غرب أستراليا وجنوبها والإقليم الشمالي منها. ولكن أنواعًا عديدة من الصخور ومن كل العصور توجد في أستراليا. إن بعض الصخور الأسترالية مثل الصخور الجيرية المرجانية في الشِّعْب المرجاني الكبير تُعَدُّ حديثة المنشأ، ولكن الصخور الأخرى قديمة تمامًا. وعادة ما نجد الصخور الأكثر قدمًا قد تجعَّدت وتكسّرت بوساطة العديد من الحركات الأرضية التي حدثت منذ تشكُّلها. وبالرغم من ذلك فإن بعض الصخور القديمة لم تخضع للحركات الأرضية، وماتزال تظهر كما لو كانت جديدة.
تمكِّن دراسة تشكيلات الصخور الجيولوجية من تعيين أماكن الرواسب المعدنية، وتقدير كمية الاحتياطيات النفطية والغاز، وترشد المهندسين إلى المكان الأكثر أمانًا لتشييد السدود والجسور والأبنية الطويلة والأنفاق.
وعلى هذا المقياس فإنه من الصعب تخيُّل التغيُّرات المذهلة التي حدثت، وعلى سبيل المثال، فإنه من الصعب التفكير بأن البرَّ الأسترالي الداخلي الحار والصحراوي الجاف كان ذات مرة منطقة رطبة مستنقعية، ذات بحيرات متعددة ونباتات وافرة. ولكن الجيولوجيين يخبروننا أن هذا ماكان عليه وسط أستراليا في معظم تاريخها الجيولوجي.
وفي أزمنة أخرى، فإن بعض الأجزاء من القارة قد غُطِّي بالثلج والجليد. وأكثر من ذلك فإن كل جزء من أستراليا كان تحت البحر في بعض الأحيان من تاريخها الجيولوجي.

## التاريخ الجيولوجي
كانت أسترالية جزءاً من قارة غوندوانة القديمة، وانفصلت عنها عندما تصدعت تلك القارة، وطغى البحر على أجزاء واسعة منها ثلاث مرات حدث أهمها في العصرالكريتاسي، فغطت الرسوبات البحرية من صخور الغضار والمارن سهول نهري ديامانتينا وكوبر كريك. اللذين يصبان في بحيرة إير.
أما الطغيان البحري الأخير فقد حدث في بداية الحقب الجيولوجي الثالث وامتد غرباً في الهضبة الغربية ليوضِّع وسط صخورها الغرانيتية والشيستية، صخوراً كلسية تؤلف اليوم هضبة نولاربور والسهل المسمى باسمها، وليرسب الغضار والرمال في حوضي نهري موراي ودارلنگ.
وفي منتصف الحقب الجيولوجي الثالث حدثت حركات نهوض أرضية رفعت بعض أجزاء الجزيرة وخفضت الآخر، فكان ذلك سبباً في تجدد تضاريس القسم الشرقي، وفي فصل أسترالية نهائياً عن غينية الجديدة وعن تسمانية. وفي نهاية هذا الحقب كان الساحل الشرقي للجزيرة قد أخذ شكله الحالي. ورافق حركات النهوض الشاقولية اندفاعات بركانية اخترقت حممها الصخور القديمة وغطت أجزاء من الهضبة وكونت مخاريط ماتزال واضحة في ولاية فكتورية.
والخلاصة أن جزيرة أسترالية تكونت في ثلاث مراحل:
ففي الحقب ما قبل الأول، وفي الحقب الأول تكون على سطحها شبها سهل، وفي الحقب الثاني وبداية الحقب الثالث تكونت السهول الداخلية وتحددت معالم السواحل الغربية، وفي نهاية الحقب الثالث ارتفعت الهضبة الشرقية فتكونت الجبال والمرتفعات. وحدث انخفاض في الوسط. وقد أعطى مجموع هذه التكوينات الجزيرة معالمها الحالية التي تتألف من الهضبة الغربية والسهول أو الأراضي المنخفضة في وسط الجزيرة. والمرتفعات الشرقية والسواحل.

### الهضبة الغربية
تحتل الهضبة الغربية المتسعة ثلثي مساحة أسترالية تقريباً. وتبدو عليها مظاهر الشيخوخة والهرم. فتضاريسها مستديرة مكورة السطح تراوح ارتفاعاتها بين 400 و 600م فوق سطح البحر. وهي بقايا جبال قديمة براها الحت والائتكال وغطى بأنقاضه أجزاء واسعة من سطح الائتكال ليكون فوقها كلاً من صحارى فكتورية الكبرى وجيبسون وسمبسون، وخلّف وراءه بعض المرتفعات المنخفضة المبعثرة فوق سطح الهضبة. وهناك كذلك بعض السهول الساحلية الضيقة على الساحل الغربي، أما على الساحل الجنوبي فالهضبة تصل حتى البحر، وتنتهي عنده بجروف عالية. ولا يصادف الخط الحديدي الذي يعبر أسترالية من الشرق إلى الغرب، محاذياً الساحل الجنوبي، أي عقبة أو مجرى مائي دائم. ويختلف الأمر في المناطق المدارية شمالي الهضبة، إذ توجد بعض المجاري الدائمة التي تمخر مياهها بعض المراكب والزوارق البخارية.
السهول أو الأراضي المنخفضة في وسط الجزيرة: ويطلق عليها اسم السهول الوسطى المركزية، وتقع بين الهضبة الغربية من جهة الغرب وأطراف المرتفعات الشرقية من جهة الشرق. وهي تضم الوحدات الطبيعية التالية:
ـ سهول حوض نهري دارلنگ ومري: ويضم هذا الحوض أهم شبكة نهرية في أسترالية. ينبع نهر مري من أعلى منطقة في الجزيرة في الجزء الجنوبي الشرقي منها حيث تغطي الثلوج الجبال أياماً كثيرة من السنة. وهذا النهر دائم الجريان، إلا أن غزارته تختلف كثيراً من فصل إلى آخر لأنه يخترق سهولاً قليلة الأمطار، وروافده سيول متقطعة الجريان. وقد يعجز نهر موراي أحياناً عن بلوغ البحر بسبب ما يستنزف منه للري، وهو يصلح للملاحة في فصلي الصيف والربيع ابتداء من مدينة آلبوري. أما نهر دارلنغ الذي يبلغ طوله ضعفي طول نهر موراي. فلا يصلح للملاحة الدائمة. وبعد أن يجتمع نهرا دارلنغ وموراي يمر مجراهما الموحد، قبل أن يصب في البحر، بعدد من البحيرات القليلة العمق مثل ألكسندرينا وألبرت وكورونگ.
ـ حوض بحيرة إيرة: وهو مساحة من الأرض ذات تصريف مائي داخلي مغلق تصب في وسطها المنخفض أنهارٌ غير دائمة الجريان، وتشغل البحيرة الجزء الجنوبي من القسم المنخفض أما الأجزاء الأخرى من الحوض فيتألف من سهول مالحة.
ـ الوادي الانهدامي في جنوبي أسترالية: ويشغل خليج سبنسر جزءاً منه، وكذلك بحيرتا تورنز وگيردنر وبعض السهول الصغيرة. وتفصل مرتفعات أسترالية الجنوبية التي ترتفع 900م عن سطح البحر هذا الوادي الانهدامي عن حوض نهر مري.

## زمن ماقبل الكمبري
لقد قُسم التاريخ الجيولوجي للأرض إلى أربع فترات رئيسية. الفترة الأولى عُرفَتْ بالزَّمن. وتُعرَف الثلاث الأُخَرى بالأحقاب. وزمن ماقبل الكمبري هو الأقدم والأطول عبر التاريخ الجيولوجي. ولقد بدأ مع بداية تاريخ الأرض، أي قبل نحو 4,000 مليون سنة، واستمر حتى 600 مليون سنة خلت.
أقدم صخور ماقبل الكمبري المعروفة لدى الجيولوجيين في أستراليا، ذات عمر يقارب 3.500 مليون سنة وتُشكِّل قسمًا من درعين كبيرين في غربي أستراليا: درع يِلْجارن في الجنوب الغربي، ودرع بِيلْبَارَا في الشمال الغربي.
ويُعَدُّ الدرع منطقة مستقرة ويتألف من صخور قاسية وقديمة جدًا. ومن المحتمل أنَّ دِرْعَيْ بِيلبَارا ويِلْجارن كانا ذات مرة أجزاء من كتلة أرضية كبيرة واحدة ترتفع فوق البحر. ثم تكسَّرت منفصلة منذ ذلك الوقت بالحركات الأرضية الضخمة.
لقد وُجِدَت صخور ماقبل الكمبري في كل الولايات الأسترالية ماعدا فكتوريا. وهي تظهر على شكل بروز في الإقليم الشمالي.
وخلال العصر الشاسع من زمن ماقبل الكمبري، تجمعت تتابعات سميكة من الصخور الرسوبية والصخور البركانية ـ صخور نارية مصاحبة للبراكين ـ وتكّون معظمها في البحار الضحلة. وتشكلت الصخور النارية أيضًا في عُمق الأرض من المادة المصهورة. ومن المحتمل أن الحركات الأرضية لما قبل الكمبري قد رفعت بعض هذه الصخور لتشكل سلاسل جبلية عالية.
ومنذ أكثر من عدة ملايين من السنين، فإن هذه الجبال قد تآكلت وأُزيلت تمامًا. وتُظْهرُ حاليًا صخور ماقبل الكمبري الأقدم شواهدَ على الطَّيِّ والتَّصَدُّع والتَّحَوُّل. ولكن مازال العديد من تشكيلات ماقبل الكمبري الأكثر حداثة، محفوظًا جيدًا بالرغم من أن عمر تلك التشكيلات يزيد على 600 مليون سنة.
تعود أهمية صخور ماقبل الكمبري الأسترالية لاحتوائها الكثير من الثروة المعدنية. لقد أدت الفترة الكبيرة التي تجمعت فيها هذه الصخور، إضافة إلى الحرارة والضغط اللذين تعرضت لهما بعض تلك الصخور، إلى حدوث تركيزات معدنية قيِّمة تُدعى الخامات. ومثال ذلك أنه يتم استخراج رواسب خام الحديد الرئيسية من تكوينات ماقبل الكمبري في جبل نيومان وجبل توم برايس في جبال همرسلي في غربي أستراليا ومن حديد مون آرك في جنوبي أستراليا.
لقد وُجد خام اليورانيوم في ماري كاثلين في شمالي كوينزلاند وفي أدغال رم في الإقليم الشمالي. ويتم الحصول على الخام الغني بالزنك والرصاص والفضة من بروكن هل في نيوساوث ويلز، وخام النحاس والرصاص والزنك من طبقات ماقبل الكمبري طبقات صخرية في جبل إيسا في كوينزلاند. وتوجد حقول الذهب في كالجورلي وبيلبارا في مناطق الدرع لما قبل الكمبري.
والأحافير هي بقايا المخلوقات والنباتات التي عاشت في الأزمنة السابقة. وتكون الأحافير عادة في شكل انطباعات في الصخر، وهي نادرة في صخور ماقبل الكمبري، حيث إن التحول قد هدم الكثير من الدلائل على وجودها. لقد وُجدت بعض أشكال الجراثيم بوصفها أقدم الأحافير في أستراليا. ولكن من المحتمل أن النباتات الدقيقة المعروفة بالستروماتولايت كانت الأكثر شيوعًا حينذاك. ولقد تم التعرُّف على بعض الديدان البدائية والأسماك الهلامية والإسفنجيات والمرجانيات في بقايا الأحافير لتراكمات صخور ماقبل الكمبري العلوي.

### الكمبري
كان الكمبري أول العصور وأطولها في حقب الحياة القديمة. وفي أثناء ذلك الزمن حدثت تغيُّرات أساسية في شكل القارة الأسترالية، حيث غطَّى بحر ضحل شاسع الكثير من أستراليا الوسطى بين داروين وأديليد. وتجمّعتْ صخورٌ رسوبية ونارية في ذلك البحر، وكان قد أُحيط من الغرب بمناطق درع ما قبل الكمبري. ولكن أراضي الجانب الشرقي لم تكن دائمًا فوق مستوى البحر. وعندما غُمرت هذه الأراضي بالبحر، ترسبت طبقات سميكة من الرسوبات والصخور البركانية في تلك المنطقة الشرقية التي امتدَّت من شرق كوينزلاند إلى تسمانيا. وحاليًا فإن هذه الصخور قد تجعَّدت وطُويت بالحركات الأرضية العنيفة اللاحقة. وكان الطَّي الكمبري هذا هو الأشد في القسم المركزي من هذه القارة.
وُجدت الأحافير في الصخور الكمبرية الأسترالية وهذه تظهر تعقيدًا أكبر لأشكال الحياة التي تطوَّرت منذ زمن ماقبل الكمبري. ومن هذه الأحافير الثلاثي الفصوص (التريلوبايت)، الإسفنجيات، قنافذ البحر، الديدان الصغيرة الطرية، الزنبقيات، (الجرابتولايت) أو الخطيات وعُضديات الأرجل.
لا تحتوي الصخور الكمبرية على الكثير من الثروة المعدنية الأسترالية، وبالرغم من ذلك فقد وُجد بعض النحاس واليورانيوم في صخور من هذه الفترة في جنوبي أستراليا.

### الأردوڤيشي
تلا العصر الكمبري، واستمر مابين نحو 480 مليون سنة ونحو 435 مليون سنة خلت. وأثناء العصر الأردوفيشي، كان معظم أستراليا تحت البحر. وتجمَّعَتْ الترسبات حينذاك. لقد كان العصر الأردوفيشي خاليًا تقريبًا من الحركات الأرضية. ولكن في نهاية هذا العصر بدأت ارتفاعات رئيسية عبر الجانب الشرقي من القارة. وتُعرف هذه الحادثة البانية للجبال بحركات بنامبران. ونتيجة لذلك، فإن نموذج توزُّع اليابسة والبحر قد تغيَّر بشكل ملحوظ.
لقد وُجِدَت بعض الصخور الأردوفيشية في نيوزيلندا في نفس مناطق طبقات الكمبري. وتُشير تلك الصخور إلى تناقص النشاط البركاني منذ عصر الكمبري. وتحوي كذلك الكثير من الجرابتولايت، وهذا يشير إلى أن نيوزيلندا وأستراليا كانتا أكثر ترابطًا وتقاربًا مما هما عليه الآن.
كما وجدت الأنواع البحرية الرئيسية التالية: ثلاثية الفصوص (التريلوبايت) وعضديات الأرجل والمرجانيات ورأسيات الأرجل. وتشير أنواع الصخور والأحافير إلى أن المناخ في أستراليا كان على الأغلب دافئًا في العصر الأردوفيشي.
تركزت معظم حقول الذهب الفكتورية الغنية في القرن التاسع عشر الميلادي، في صخور العصر الأردوفيشي أو في الرمال المتفتتة من هذه الصخور. وترسب خام الذهب ذو الأصل الناري في صخور الأردوفيشي بعد زمن طويل من بداية تشكُّلها.

### السِّيلوري
كان أقصر عصر في حقب الحياة القديمة. وبدأ منذ نحو 435 مليون سنة، واستمر فقط لنحو 30 مليون سنة. وترسَّبت الصخور في أثناء هذا العصر في مناطق صغيرة من غرب أستراليا وكوينزلاند في وسط أستراليا وعلى مساحات أكبر في نيوساوث ويلز وفكتوريا وتسمانيا. أما بقية القارة فمن المحتمل أنها ظلت فوق مستوى البحر أثناء العصر السيلوري. والعديد من مناطق الصخور السِّيلورية هي الآن مختفية تحت الترسبات اللاحقة.
ازدهرت أنواع من المرجانيات المتنوعة في العصر السيلوري. وشاعت كذلك مخلوقات بحرية كعضديات الأرجل وثلاثية الفصوص (التريلوبايت) والجرابتولايت، ومن المحتمل أن مناخ أستراليا في العصر السيلوري كان دافئًا واستوائيًا. لقد رفعت الحركات الأرضية المعروفة بحركات بونينغ الكثير من جنوب شرقي أستراليا في أواخر العصر السيلوري. ورافق النشاط الناري هذه الحركات الأرضية، وتشكَّلت صخور نيوساوث ويلز. وكانت الصخور الجرانيتية هذه وصخور سيلورية أخرى، المصدر لكثير من مناجم الذهب في نيوساوث ويلز. وأنُتجت كذلك معادن أخرى متضمنة خامات الفضة والقصدير والرصاص والنحاس.

### الديڤوني
كانت الفترة من نحو 405 إلى 345 مليون سنة مضت هي زمن التنوُّع الجيولوجي الكبير في أستراليا. وقد ترسّبت أنواع عديدة من الصخور البركانية والرسوبية تحت ظروف بيئية مختلفة وعديدة.
لقد رفعت الحركات الأرضية العنيفة والمعروفة بـ تابرابران شرقي أستراليا عاليًا فوق مستوى البحر، وطُويت بعنف الكثير من الأراضي. ورافق هذه الحركات الأرضية نشاط ناري وصخر منصهر أدَّى إلى تشكُّل أجسام قيِّمة من المعدن الخام.
تُشير الأحافير إلى أن النباتات قد ظهرت أولاً على البر الجاف في أستراليا خلال العصر الدِّيفوني. ومن المحتمل أن نباتات البر الأولى تعود إلى الطحالب البحرية، ولكن، ظهرت بعد ذلك أشكال أكثر تطورًا.
أصبحت عضديات الأرجل والمرجانيات أكثر شيوعًا في البحار، وازدادت أهمية ثلاثية الفصوص. وتحوي الصخور الديفونية كذلك أحافير من الأسماك البدائية. كما انقرضت الجرابتولايت تمامًا في أوائل العصر الديفوني. وتطوَّرت في بعض الأسماك القدرة على تنفس الهواء، وكانت بعض هذه البرمائيات أسلافًا للحيوانات البرية التي تُدعى بالزواحف.

### الكربوني (الفحمي)
امتدّ من 345 إلى 275 مليون سنة خلت، وسُمي بهذا الاسم بعد تشكل الطبقات الفحمحجرية في ذلك الزمن في نصف الكرة الأرضية الشمالي. ولم تتطور ترسبات الفحم الحجري في أستراليا حتى فترة متأخرة. لقد وُجدت صخور من العصر الكربوني في عدة مناطق من غربي أستراليا ونيوساوث ويلز وفكتوريا.
وهناك دليل على النشاط الجليدي في صخور العصر الكربوني من شمال شرقي نيوساوث ويلز. ولقد رفعت الحركات الأرضية لكانيمْبلان هذه المنطقة عاليًا فوق مستوى نيوإنجلاند في نيوساوث ويلز في هذه الفترة. وازداد تدفق الحمم بشكل كبير.
تُظهر أحافير العصر الكربوني أن الأسماك استمرت في التطور خلال هذا العصر. وازدهرت المرجانيات وعَضُديات الأرجل في البحار، ولكن ثلاثية الفصوص انقرضت. ولم يُعرف إلا القليل عن نباتات البراري الكربونية في أستراليا. وتُعدُّ صخور جرانيت العصر الكربوني مصدرًا قيِّمًا للذهب والنحاس والرصاص والزنك والتنجستن في كوينزلاند، والتنجستن والقصدير في تسمانيا.

## البِرْمي
امتدّ من 275 إلى 225 مليون سنة خلت. وتعود شهرة العصر البِرْمي لوجود احتياطيات فحمية قيِّمة ترسَّبَتْ عبر الحد الشرقي للقارة في ذلك الزمن.
يستخرج الفحم الحجري من مناطق إيلاوارا ووادي هنتر في نيوساوث ويلز وفي وسط كوينزلاند. لقد كان ذلك مُهمًًَّا إلى حد كبير في تطور أستراليا إلى بلد صناعي. وأوجدت ترسبات العصر البرمي أيضًا الغاز الطبيعي في جيدجيلبا في جنوبي أستراليا. ويجلب هذا الغاز عبر خط أنابيب إلى سيدني. ولقد وجُد النفط في طبقات البرمي في بيرث في غربي أستراليا.
تعرضت أستراليا خلال زمن البرمي الباكر إلى عصر جليدي واسع النطاق. ونَجِدُ الصخور التي تشكلت من حطام الجليد وترسبت في ذلك الزمن باقيةً في تسمانيا ونيوساوث ويلز وفكتوريا وجنوبي أستراليا وغربها.
وفي بداية الزمن البرمي، أثرت الحركات الأرضية الضخمة مرة ثانية على أستراليا الشرقية. وتُعرف تلك الحركات اليوم بحركات هنتر بووين. ولقد أوقفت هذه الحادثة تجمُّع الترسبات في أستراليا الشرقية. لقد طُويت الصخور، وتكسرت وحدثت أنشطة بركانية عنيفة في نفس الوقت، وخاصة في كوينزلاند. وتشكلت ترسبات من الذهب والفضة ومعادن أخرى أثناء حدوث هذه الأنشطة البركانية.

### الترياسي
امتدّ من 225 إلى 180 مليون سنة خلت. كان أول العصور الثلاثة لحقب الحياة المتوسطة. وفي الواقع، كانت القارة الأسترالية فوق مستوى البحر في ذلك الزمن، ولقد تشكلت إلى حد كبير كما هي عليه الآن. حدثت ترسبات الترياسي في الأغلب على السهول الفيضانية العريضة، وفي دلتات الأنهار الواسعة قرب البحر، وفي البحيرات الضحلة الضخمة. واستقرت هذه المناطق بشكل رئيسي في أستراليا الشرقية. وبشكل خاص، تَغَطَّى حوضُ سيدني والكثير من كوينزلاند بترسبات الترياسي. كما ترسّبت في هذا الزمن الصخور الرملية الصلبة في منطقة سيدني (الجبل الأزرق). كما تناثرت نتوءات منفصلة من ترسبُّات الترياسي في كل مكان في الولايات والأقاليم الشمالية. ونتجت نوعيات مختلفة من الفحم الحجري من تجمعات النباتات الترياسية. كما كانت البراكين نشطة أثناء العصر الترياسي في كوينزلاند.

### الجوراسي
امتدّ من 180 إلى 130 مليون سنة خلت، وشهد تجمع رسوبات كبيرة السُّمْك في المنخفض الضخم للأرض الداخلية على الجزء الشمالي الشرقي من أستراليا. وهذه المنطقة إما أنها كانت بحيرة ضخمة، أو أنها كانت مجموعة من البحيرات صَبَّت فيها أنهار ضخمة قادمة من الجبال العالية من الشرق. وتُشكل الصخور التي ملأت المنخفض حاليًا الحوض الأرتوازي الكبير. ويُعَدُّ هذا الحوض من المصادر المهمة للمزارعين في غربي كوينزلاند والإقليم الشمالي والأجزاء الشمالية من جنوبي أستراليا ونيوساوث ويلز. ولقد أنتجت بعض الطبقات الصخرية للحوض الأرتوازي الكبير في كوينزلاند النفط في موني والغاز الطبيعي في روما.
وُجدت أيضًا ترسبات من الصخور الرسوبية الجوراسية في الشمال الغربي من أستراليا الغربية وفي فكتوريا. وقد تميَّز العصر الجوراسي في تسمانيا بالنشاط الناري بدرجة كبيرة.
لقد دُفع الصخر المنصهر على الصعود إلى داخل رسوبيات البرمي و الترياسي. وعندما برد شكَّل صخرًا صلباً يُعرف بالدوليرايت . يُغطي هذا الصخر الكثير من الهضبة المركزية لتسمانيا. وكذلك غطَّى الدوليرايت جبل ويلينجتون قرب هوبارت.
كانت السيكاسيَّات (نباتات بدائية شبيهة بالنخيل) النباتات الأرضية الأسترالية المنتشرة في العصر الجوارسي. وعاشت الديناصورات والزواحف الأخرى، التي كان بعضها ضخمًا جدًا، على البر. ومن المحتمل أن الثدييات البدائية (الحيوانات ذوات الدم الحار) والطيور قد عاشت في أستراليا في هذه الفترة، ولكن لا يُوجد حتى الآن من الأحافير ما يثبت ذلك.
لقد كانت الكائنات الشبيهة بالحُباريَّات، وتُدعى البلمنايت، شائعة في البحر. وكانت الرخويات مخلوقات بحرية أخرى شائعة، وتُدعى أمونايت .

### الطباشيري
استمر من 130 إلى 65 مليون سنة خلت. وغمر البحر أثناء هذا العصر الكثير من القارة الأسترالية، وقسَّمَهَا إلى عدة جزر ضخمة مفصولة ببحار ضحلة. وترسَّبت رسوبيات العصر الطباشيري التي تُغطي حاليًا نحو ثلث القارة الأسترالية في هذه البحار. وأُضيفت بعض صخور العصر الطباشيري لطبقة الحوض الأرتوازي الكبير. ويوجد العديد من حقول الأُوبال في جنوبي أستراليا ونيوساوث ويلز وكوينزلاند في رسوبيات العصر الطباشيري. ولا يعود الأوبال لهذا العصر، إذ إنه تشكَّل نتيجة للنشاط الناري وحركة المياه الجوفية، وتشكلت في العصر الطباشيري حقول الفحم الحجري القيِّمة لبوروم وسْتيكْسْ في كوينزلاند الشرقية.
كانت غابات الصنوبر والسيكاسيَّات والسّرخسيات النباتات الأرضية الأكثر شيوعًا في العصر الطباشيري في أستراليا. وظهرت النباتات المزهرة لأول مرة في هذا العصر. وتطوَّرَ الدغلُ الأسترالي كما نعرفه حاليًا من هذه النباتات، كذلك مازالت الزواحف مزدهرة على البر، وأصبحت الثدييات والطيور أكثر شيوعًا.
أما في البحر، فقد كانت الأمونايت والبلمنايت شائعتين حتى نهاية العصر الطباشيري، حيث انقرضت.

## الپاليوسين-الحديث
يُعرف الحقب الرابع الذي يأتي بنا إلى الأيام الحالية بالحقب الحديث ويتألف من عصرين: الثلاثي والرباعي. استمر حقب الحياة الحديثة 65 مليون سنة تقريبًا.

### الثلاثي
استمر من 65 إلى نحو مليوني سنة خلت، حيث غمر البحر أثناء هذا العصر بعض المناطق الساحلية المنخفضة من القارة. ولقد ترسَّبت الصخور الكِلْسية لسهل فولاربور والصخور الرسوبية، التي تشكَّل عليها لاحقًا الحاجز المرجاني الكبير، أثناء هذه الحركات للبحر. وتراكمت بعض حقول الفحم الحجري في هذا الزمن. كما وُجدت حقول النفط والغاز في مضيق باس في طبقات العصر الثلاثي.
كانت القارة في معظم العصر الثالثي منبسطة جدًا، ذلك بسبب حدوث الحَتّ لملايين السنين، مع قليل من الحركات الأرضية. وتطورت على مدِى الفترة الطويلة نطاقات من التَّعرية النشطة تحت هذا السطح. وتتألف هذه من نطاق رَشْحٍ انحلَّت منه المعادن، ومن نطاقٍ أسفل تركزت فيه المعادن. ويُوجد عادة نطاق التركيز المعدني تمامًا تحت سطح الأرض. ويبلغ سمك مقطع التعرية بكامله عشرات الأمتار.
عندما يتركَّز الحديد في السطح حسب هذه الطريقة فإنه يدعى باللاترايت. وإذا وُجد الألومنيوم فإنه يُدعى بالبوكسيت. وتكوّنت مناجم البوكسيت الغنية في ويبا في شمالي كوينزلاند وجوف في الإقليم الشمالي وهي ترسبات تعرية من العصر الثالثي. ويوجد للعديد من المناطق الداخلية نطاقات تعرية من العصر الثالثي مع تركيز معدن السليكا قرب القمة. ويُعرف هذا التركيز بالسيلكرت أو بيلي.
اضطربت السهول المنبسطة في نحو نهاية العصر الثالثي بحركات أرضية هائلة. ورفعت هذه الأنشطة مناطق ضخمة من أستراليا الغربية، مُشكِّلة الجبال الكبرى الفاصلة، وتُعرف هذه الفترة من النشاط الجيولوجي بحركات كوسيياسكو، ورُفِعَت كذلك مناطق الدرع في أستراليا الغربية على نحو إضافي فوق مستوى البحر في هذا الزمن.
وتعد السلسلة العظيمة من البراكين والصخور البركانية التي امتدت عبر الطرف الشرقي للقارة من كوينزلاند الشمالية إلى تسمانيا أحد العناصر المهمة في جيولوجية العصر الثالثي وانسكبت الحمم في بعض المناطق فوق البلاد، مالئةٍ الوديان وتصلَّبت في أرض منبسطة. وغطَّت الحممُ الرسوبيات الحاملة للذهب في مناطق عديدة. وأصبحت هذه المناطق فيما بعد مناجم للذهب.
أصبحت الحياة على البر وفي البحر أثناء العصر الثالثي مشابهة كثيرًا للحياة في هذه الأيام؛ فلقد انقرضت الزواحف الضخمة لحقب الحياة المتوسطة، وبقيت الزواحف الأصغر فقط في نهاية العصر الطباشيري (الكريتاسي). وازدهرت الثدييات، وبدأت في الظهور أشكال أكثر تطورًا. وأصبحت الطيور المشابهة للطيور الحديثة شائعة في هذه الفترة.

### الرباعي
يمتد إلى ما قبل الزمن الحالي بنحو مليوني سنة خلت. وخلال هذا العصر، ترسّبت على مدى واسع في أستراليا رسوبيات رقيقة. وتجمّعت من الرياح كثبان رملية فوق الكثير من صحاري أستراليا الداخلية. وتشكَّلت كذلك ترسبات من الحصى والرمال النهرية والطين في السهول الداخلية لكوينزلاند ونيوساوث ويلز وفكتوريا.
هبط مستوى البحر العالي وارتفع عدة مرات أثناء العصر الرابعي بسبب فترات جليدية متكررة. وفي كل مرة يهبط فيها مستوى البحر، يتم اتصال البر الرئيسي الأسترالي بتسمانيا وغينيا الجديدة، وبشكل غير مباشر مع جنوب شرقي آسيا. وخلال الفترة الجليدية الأخيرة دخل الأستراليون الأصليون أستراليا عبر هذه الجسور البرية. وكان هذا منذ 40,000 سنة خلت على الأقل.
لقد غُمِرَتْ بعض المناطق الساحلية فيما بين الفترات الجليدية، وذلك عندما كان مستوى البحر عاليًا. ولكن القليل من الصخور البحرية وُجِدَ من فترة العصر الرابعي على البر. وتنتشر بشكل واسع ترسبات ساحلية من الرمال وخاصة في جنوب شرق كوينزلاند. ولقد تطوَّرت جزيرة فريْزَر بهذه الطريقة. ويعود الحاجز المرجاني الكبير إلى العصر الرابعي، بالرغم من أن القاعدة الصخرية التي تراكم عليها المرجان قد تكونت في العصر الثالثي.
وفيما عدا الجبال الجليدية، فإن للعصر الرابعي الجليدي تأثيرًا حتيًا مباشرًا لكن بشكل ضئيل على البر الرئيسي الأسترالي. وقد تأثر الكثير من المشاهد الحالية في تسمانيا بذلك.
لقد ثارت البراكين في أستراليا في العصر الرابعي، ولكن إلى مدى محدود، وانسكبتْ الحممُ في شمالي كوينزلاند ووسطها، وثارت البراكين في فكتوريا الغربية وفي الجنوب الشرقي من أستراليا.
كما تغيرت الحياة الحيوانية والنباتية في العصر الرابعي نحو الأشكال الحديثة. وتطورت الجرابيات والثدييات بانعزالها عن بقية العالم، ونتيجة لذلك فإن العديد من مظاهرها العضوية البيولوجية كانت فريدة.

## خرائط جيولوجية
- التعدين ومستودعات المعادن

## وصلات خارجية
- Geology of Victoria, Vicmines
  - Neoproterozoic to Ordovician
  - Silurian
  - Devonian
  - Early Carboniferous
  - Late Carboniferous to Triassic
  - Late Jurassic to Recent
- Geology of New South Wales, NSW DTI
  - Clarence-Moreton Basin - Geological Overview